# 黑色星期五 (购物)
黑色星期五（英語：Black Friday）是美國感恩節之後的星期五的非正式名稱，這個詞在最近十幾年才廣泛使用。“黑色星期五”被看作是每年零售业圣诞销售业绩的晴雨表，也是一年中各个商家最看重兼最繁忙的日子之一。中文又稱作黑色購物節。

## 起源
Black Friday是最早於2005年美國網路shop.org創造的購物節日。一般相信就跟原本1111被電商炒成購物節原因相似。與之相對應的還有興起於法國、葡萄牙與德國的Cyber Monday。
关于黑色星期五这一叫法的起源，较普遍的一种认为看法是，由于这一天是感恩节（11月第四个星期四）后开业的第一天。
再加上人们通常由此开始圣诞节大采购，很多商店都会顾客迎门从而有大额进帐。传统上商家會用不同颜色的墨水来记账：红色表示亏损即赤字；反之黑色則為有盈利。
商家把这个星期五叫做黑色星期五，用以期待这一天過後，年度營收由負轉正，由紅字轉為黑字。而商店的员工则使用黑色星期五这一名字来自嘲，表示这一天会非常忙碌。
黑色星期五这一天一般都会是一个大的采购狂潮，销售额是一年中第二或第三高的一天，而通常一年中销售额最高潮是圣诞节前夜或之前的一个星期六。

## 商業活動
黑色星期五這天，絕大多數店家都會在清晨五、六點就開門，有的甚至更早。更有的商家在周四傍晚六點開門。商家更會採取提前在感恩節幾天前的報紙上刊登廣告，發放優惠券，對商品大幅降價等措施來吸引顧客。許多消費者把這一天看作準備聖誕禮物或買到便宜貨的黃金時刻，由於降價商品數量有限，許多熱門商店（如沃爾瑪）門前在前一天晚上就會排隊。而商店開門的一刻也偶爾會因為過於擁擠爭搶而釀成踩踏事件。
由於各商家往往到最後一刻才公佈自己的降價商品清單，並把這看作商業秘密，而網路上往往在幾個星期前就出現了從各種管道得到的降價消息，從而引發了一些法律糾紛。

## 绿色星期五
一些商家（如ToysRus）为了避免黑色带来的负面意义与联想，通常会采用“绿色星期五”的叫法，这里的绿色指的是美元钞票的颜色。

## 对立
一些抗议消费至上主义的团体也特意选择这一天为不消费日。 

## 其他地區
- 台灣地区：2017年好市多開始引進此節日進行促銷。[1]
- 中國大陸地区：2017年中國大陸地区也進行類此的節日進行促銷。[3]